# Західносахарські гірські склерофітні рідколісся
Західносахарські гірські склерофітні рідколісся (ЗСГСР) — екорегіон на деяких високогір'ях Сахари.
Оточені на нижчих висотах переважно безплідною Сахарою.
ЗСГСР є ізольованими притулками рослин і тварин, що можуть вижити в умовах високої вологості та нижчих температур на високогір'ї.

## Налаштування
Сахара — величезна пустеля, що простягається через північну частину Африки від Атлантичного океану до Червоного моря.
Деякі гірські хребти (Ахаггар, Тассілі-н'Адджер, Тібесті та Аїр) здіймаються над пустелею і отримують більше опадів та дещо прохолодніші влітку.
Ці високогір'я мають сухі рідколісся та чагарники, що відмінним від спекотних сухих пустельних низин.
ЗСГСР має площу 258 100 км².
Межі більшої частини цього екорегіону: Тассілі-н'Адджер, Ахаггар і Аїр, проходять по «регсам», «гамада» і «ваді» на висоті близько 1000 м.
Охоплює значну частину південного сходу Алжиру, на висотах до 3000 м.
Деякі райони далі на південь також були включені до цього екорегіону: Аїр на півночі Нігеру, Адрар у Мавританії та Адрар-Іфорас у Малі та Алжирі, на висотах понад 500 м.
Гори екорегіону ЗСГСР знаходяться у пустелі Сахара і мають переважно вулканічне походження.
Вони здіймаються з навколишнього плоского пустельного ландшафту або піщаних дюн і створюють острови з вологим середовищем проживання (гельта), що підтримують флору і фауну.
Найвища точка цих гір становить 3003 м (гора Тахат).
Зими досить суворі, з амплітудою температури понад 20 °C. Температура вдень може перевищувати 20 °C, а вночі приморозки.
Влітку дні дуже спекотні, хоча і менше, ніж у центральній Сахарі.
Опади випадають рідко та спорадично.

## Флора і фауна
Рослинність сильно змінюється залежно від висоти та ландшафту, зокрема вітрозахисту. Хасто складається з реліктової середземноморської рослинності.
У гельтах рослинність дуже різноманітна і містить багато тварин. Дерева можна зустріти на нижчих висотах, тоді як на вищих ділянках переважно кущі.
Можна зустріти дику Olea lapperrini.
До ендемічних та рідкісних видів належать Cupressus dupreziana та Myrtus nivellei, обидва є реліктовими сахаро-середземноморськими видами.
Оливкові та миртові дерева ростуть у ваді або біля ґельт.
Також варто відзначити: Trianthema pentandra, Lupinus pilosus, Convolvulus fatmensis, Silene kiliani, Acacia laeta, Acacia nilotica, Cordia rochii, Ficus ingens та Anticharis glandulosa.